# 1988-as magyar birkózóbajnokság
Az 1988-as magyar birkózóbajnokság a nyolcvanegyedik magyar bajnokság volt. A kötöttfogású bajnokságot július 2. és 3. között, a szabadfogású bajnokságot pedig június 30. és július 1. között rendezték meg, mindkettőt Dunaújvárosban, a Dunaferr sportcsarnokában.

## Eredmények

### Férfi kötöttfogás
| Versenyszám | Arany                            | Arany | Ezüst                            | Ezüst | Bronz                              | Bronz |
| ----------- | -------------------------------- | ----- | -------------------------------- | ----- | ---------------------------------- | ----- |
| 48 kg       | Faragó József Bp. Honvéd         |       | Szabó István Diósgyőri VTK       |       | Cseri Attila Ferencvárosi TC       |       |
| 52 kg       | Vadász Csaba Dunaújvárosi Kohász |       | Bönde Szilveszter Szegedi VSE    |       | Bíró László Ferencvárosi TC        |       |
| 57 kg       | Sike András Ferencvárosi TC      |       | Tekes Tibor Vasas SC             |       | Vass István Pécsi MSC              |       |
| 62 kg       | Bódi Jenő Bp. Spartacus          |       | Szuromi József Vasas SC          |       | Sipos Árpád Vasas SC               |       |
| 68 kg       | Mészáros József BVSC             |       | Ubrankovics Csaba Bp. Honvéd     |       | Molnár Gyula Eger SE               |       |
| 74 kg       | Takács János Tatabányai Bányász  |       | Podolszki Tibor Bp. Honvéd       |       | Dudás Tibor Vasas SC               |       |
| 82 kg       | Ignácz Zoltán Kecskeméti SC      |       | Erdélyi Gyula BVSC               |       | Szívós Tibor Csepel SC             |       |
| 90 kg       | Farkas Péter Bp. Spartacus       |       | Szegvári Lajos Ferencvárosi TC   |       | Korpics István Dunaújvárosi Kohász |       |
| 100 kg      | Gáspár Tamás Vasas SC            |       | Kovács Tibor Dunaújvárosi Kohász |       | Illés István BVSC                  |       |
| 130 kg      | Klauz László Csepel SC           |       | Tóth László Újpesti Dózsa        |       | Horánszki Péter Bp. Honvéd         |       |

### Férfi szabadfogás
| Versenyszám | Arany                          | Arany | Ezüst                          | Ezüst | Bronz                         | Bronz |
| ----------- | ------------------------------ | ----- | ------------------------------ | ----- | ----------------------------- | ----- |
| 48 kg       | Pillik József Csepel SC        |       | Marosvölgyi János BVSC         |       | Horváth László Haladás VSE    |       |
| 52 kg       | Szabó Lajos Haladás VSE        |       | Filkóházi Ágoston Orosházi MTK |       | Bíró László Ferencvárosi TC   |       |
| 57 kg       | Nagy Béla BVSC                 |       | Migléczi János Diósgyőri VTK   |       | Tihanics Tibor Kecskeméti SC  |       |
| 62 kg       | Orbán József Csepel SC         |       | Schmidgunszt László Bp. Honvéd |       | Márkus Rudolf Ferencvárosi TC |       |
| 68 kg       | Szalontai Zoltán Diósgyőri VTK |       | Zsura János Orosházi MTK       |       | Berecz Sándor Bp. Honvéd      |       |
| 74 kg       | Gulyás István Csepel SC        |       | Gergő Sándor Csepel SC         |       | Dobozi Lajos Csepel SC        |       |
| 82 kg       | Dvorák László BVSC             |       | Jáger Imre Csepel SC           |       | Ignácz Zoltán Kecskeméti SC   |       |
| 90 kg       | Tóth Gábor Csepel SC           |       | Gyuris Menyhért Szegedi VSE    |       | Kiss István Bp. Spartacus     |       |
| 100 kg      | Takács Ferenc BVSC             |       | Robotka István Csepel SC       |       | Kiss Sándor Ferencvárosi TC   |       |
| 130 kg      | Klauz László Csepel SC         |       | Horánszki Péter Bp. Honvéd     |       | Udvardi Attila Csepel SC      |       |